# Fußball-Weltmeisterschaft 1986/Schottland
Dieser Artikel behandelt die schottische Fußballnationalmannschaft bei der Fußball-Weltmeisterschaft 1986.

## Qualifikation

### Gruppenphase
| Rang | Land       | Tore | Punkte |
| ---- | ---------- | ---- | ------ |
| 1    | Spanien    | 9:8  | 8:4    |
| 2    | Schottland | 8:4  | 7:5    |
| 3    | Wales      | 7:6  | 7:5    |
| 4    | Island     | 4:10 | 2:10   |

### Interkontinentales Playoff UEFA-OFC
Nachdem die Mannschaft unter dem schottischen Trainer Jock Stein zunächst mit zwei Siegen in die Qualifikation gestartet war, dämpften die Niederlagen gegen Spanien und Wales etwas die Hoffnungen. So kam es am letzten Spieltag der Qualifikation zu einem Dreikampf. Während Spanien erwartungsgemäß sein Spiel gegen Island gewann, genügte Schottland ein 1:1-Unentschieden zum Erreichen des zweiten Platzes. Allerdings erlitt Jock Stein während des Spieles einen Herzinfarkt und verstarb kurz danach. Als neuer Trainer wurde Alex Ferguson verpflichtet. Dieser führte die Mannschaft durch den Erfolg gegen Australien zur Weltmeisterschaft.

## Schottisches Aufgebot
| Nr.               | Name             | Verein vor WM-Beginn | Geburtstag | Spiele   | Tore     | Gelbe Karte | Rote Karte |
| Torhüter          | Torhüter         | Torhüter             | Torhüter   | Torhüter | Torhüter | Torhüter    | Torhüter   |
| ----------------- | ---------------- | -------------------- | ---------- | -------- | -------- | ----------- | ---------- |
| 1                 | Jim Leighton     | FC Aberdeen          | 24.07.1958 | 3        | 0        | 0           | 0          |
| 12                | Andy Goram       | Oldham Athletic      | 13.04.1964 | 0        | 0        | 0           | 0          |
| 22                | Alan Rough       | Hibernian Edinburgh  | 25.11.1951 | 0        | 0        | 0           | 0          |
| Abwehrspieler     |                  |                      |            |          |          |             |            |
| 2                 | Richard Gough    | Dundee United        | 05.04.1962 | 1        | 0        | 0           | 0          |
| 3                 | Maurice Malpas   | Dundee United        | 03.08.1962 | 2        | 0        | 1           | 0          |
| 5                 | Alex McLeish     | FC Aberdeen          | 21.01.1959 | 1        | 0        | 0           | 0          |
| 6                 | Willie Miller    | FC Aberdeen          | 02.05.1955 | 3        | 0        | 0           | 0          |
| 13                | Steve Nicol      | FC Liverpool         | 11.12.1961 | 3        | 0        | 1           | 0          |
| 14                | David Narey      | Dundee United        | 12.06.1956 | 2        | 0        | 1           | 0          |
| 15                | Arthur Albiston  | Manchester United    | 14.07.1957 | 1        | 0        | 0           | 0          |
| Mittelfeldspieler |                  |                      |            |          |          |             |            |
| 4                 | Graeme Souness   | Sampdoria Genua      | 06.05.1953 | 2        | 0        | 0           | 0          |
| 7                 | Gordon Strachan  | Manchester United    | 09.02.1957 | 3        | 1        | 0           | 0          |
| 8                 | Roy Aitken       | Celtic Glasgow       | 24.11.1958 | 3        | 0        | 0           | 0          |
| 9                 | Eamonn Bannon    | Dundee United        | 18.04.1958 | 2        | 0        | 1           | 0          |
| 10                | Jim Bett         | FC Aberdeen          | 25.11.1959 | 0        | 0        | 0           | 0          |
| 11                | Paul McStay      | Celtic Glasgow       | 22.10.1964 | 1        | 0        | 0           | 0          |
| 16                | Frank McAvennie  | West Ham United      | 22.11.1959 | 2        | 0        | 0           | 0          |
| Stürmer           |                  |                      |            |          |          |             |            |
| 17                | Steve Archibald  | FC Barcelona         | 27.09.1956 | 1        | 0        | 1           | 0          |
| 18                | Graeme Sharp     | FC Everton           | 16.10.1960 | 1        | 0        | 0           | 0          |
| 19                | Charlie Nicholas | FC Arsenal           | 30.12.1961 | 2        | 0        | 0           | 0          |
| 20                | Paul Sturrock    | Dundee United        | 10.10.1956 | 2        | 0        | 0           | 0          |
| 21                | Davie Cooper     | Glasgow Rangers      | 25.02.1956 | 2        | 0        | 0           | 0          |
| Trainer           |                  |                      |            |          |          |             |            |
|                   | Alex Ferguson    |                      | 31.12.1941 |          |          |             |            |

## Spiele der schottischen Mannschaft

### Vorrunde
| Rang | Land        | Tore | Punkte |
| ---- | ----------- | ---- | ------ |
| 1    | Dänemark    | 9:1  | 6      |
| 2    | Deutschland | 3:4  | 3      |
| 3    | Uruguay     | 2:7  | 2      |
| 4    | Schottland  | 1:3  | 1      |

- Schottland –  Dänemark 0:1 (0:0)

Stadion: Estadio Neza 86 (Nezahualcóyotl)
Zuschauer: 18.000
Schiedsrichter: Németh (Ungarn)
Tor: 0:1 Elkjær Larsen (57.)
- Deutschland –  Schottland 2:1 (1:1)

Stadion: Estadio La Corregidora (Santiago de Querétaro)
Zuschauer: 30.000
Schiedsrichter: Igna (Rumänien)
Tore: 0:1 Strachan (18.), 1:1 Völler (23.), 2:1 Allofs (49.)
- Uruguay –  Schottland 0:0

Stadion: Estadio Neza 86 (Nezahualcóyotl)
Zuschauer: 20.000
Schiedsrichter: Quiniou (Frankreich)
Nachdem die Schotten sowohl gegen Dänemark als auch gegen Deutschland knapp verloren hatten, hatten sie im Spiel gegen Uruguay trotzdem noch die Chance, das Achtelfinale zu erreichen. Zwar war die schottische Mannschaft nach einem Platzverweis gegen den Uruguayer José Batista nach nur einer Minute fast die gesamte Spieldauer in Überzahl, dennoch erreichte sie nur ein 0:0-Unentschieden. Schottland schied damit aus, Uruguay dagegen kam sieglos weiter.
Trainer Alex Ferguson legte nach der Weltmeisterschaft sein Amt nieder und ging zu Manchester United. Sein Nachfolger wurde Andy Roxburgh, der Schottland bis 1993 betreute.